# Mohammed Waheed Hassan
Mohammed Waheed Hassan (3 januari 1953) is een Maldivisch politicus. Van 7 februari 2012 tot 17 november 2013 was hij president van de Malediven. Hij was vicepresident onder president Mohamed Nasheed, die na protesten op 7 februari 2012 zijn ambt neerlegde. Volgens de grondwet van de Malediven is de vicepresident de aangewezen opvolger.

## Loopbaan
Hassan studeerde aan de Amerikaanse Universiteit van Beiroet en aan de Stanford-universiteit. Hij werkte voor de Verenigde Naties onder andere  UNICEF, UNDP en UNESCO. Hij was adjunct-directeur van UNDCO (een afdeling van de United Nations Development Group in het hoofdkwartier van de Verenigde Naties in New York. In 2005 keerde hij naar de Malediven terug. Van 2008 tot 2011 was Hassan vicepresident onder Mohamed Nasheed. Op 7 februari 2012 werd hij president van de Malediven. Bij de presidentsverkiezingen van november 2013 werd hij verslagen en opgevolgd door Abdulla Yameen. Hassan is een lid van de politieke partij Gaumee Itthihaad. Hij is getrouwd met Ilham Hussain.